# Mediations Biennale 2014
Mediations Biennale 2010 – IV edycja biennale sztuki współczesnej – Mediations Biennale odbywająca się w Poznaniu, w terminie od  21 września do 26 października 2014 roku. Tematem przewodnim biennale było: Kiedy nigdzie staje się tutaj.

## Program główny
Trzon główny festiwalu stanowiły 3 wystawy:
- Berlin Heist w Muzeum Narodowym i Bibliotece Raczyńskich[2]

Kuratorzy: Shaheen Merali, Kerimcan Guleryuz
Artyści: Artists Anonymous, Kader Attia, Marc Bijl, Thorsten Brinkmann, Nezaket Ekici, Azin Feizabadi, Thomas Florschuetz, Simon Fujiwara, Carla Guagliardi, Johannes Kahrs, Jonathan Meese, Leila Pazooki, Julian Rosefeldt, Enis Rotthoff, Esra Rotthoff, Christoph Schlingensief, Iris Schomaker, Lars Teichmann, Mathilde ter Heijne, Ming Wong, Michael Wutz, Thomas Zipp
- Shifting Africa w Galerii u Jezuitów[3]

Kurator: Harro Schmidt
Artyści: Rolf Bier, Jude Anogwih, Jelili Atiku, Wolf Böwig, Edson Chagas, Virginia Chihota, Jim Chuchu, Julie Dijkey, Raphael Christian Etongo, Em‘kal Eyongakpa, Dennis Feser, Serge Olivier Fokoua, Sam Hopkins, Kristian von Hornsleth, Landry Mbassi, Norbert Meissner, Tom Otto, Peter Puype, Claudia Wissmann, Hervé Yamguen, Portia Zvavahera
- Granice globalizacji w ramach projektu Polish Art Tomorrow w Centrum Kultury Zamek[2]

Kuratorzy: Sławomir Sobczak, Katarzyna Kucharska
Artyści: Jarosław Czarnecki, Jakub Jasiukiewicz, Natalia Wiśniewska, Ewa Axelrad, Artur Malewski, Liliana Piskorska, Tomasz Kulka, Michał Szlaga, Nicolas Grospierre, Rafał Czępiński, Ola Kozioł, Katarzyna Szeszycka, Marcin Mierzicki, Izabela Chamczyk, Michał Bałdyga, Angelika Fojtuch, Kornel Janczy, Urszula Pieregończuk

## Program Towarzyszący
- Latex Ideology w kamienicy przy ul. Gwarnej

Kurator: Jung Me Chai
Artyści (m.in.): Deok Young Gim, Na Hyun, Ohno Kouji, Rusin Blazej Patryk
- Penvolution
- Mona Individually
- Poza iluzje, wystawa prac Jana Berdyszaka w salach Muzeum Narodowego[4]